# العلاقات البرازيلية البوليفية
العلاقات البرازيلية البوليفية هي العلاقات الثنائية التي تجمع بين البرازيل وبوليفيا.

## مقارنة بين البلدين
هذه مقارنة عامة ومرجعية للدولتين:
| وجه المقارنة                                              | البرازيل | بوليفيا                                          |
| --------------------------------------------------------- | --- | ------------------------------------------------ |
| المساحة (كم2)                                             | 8.52 مليون | 1.10 مليون                                       |
| عدد السكان (نسمة)                                         | 202.66 مليون | 11.05 مليون                                      |
| الكثافة السكانية (ن./كم²)                                 | 23.79 | 10.05                                            |
| العاصمة                                                   | برازيليا، ريو دي جانيرو | سوكري، لاباز                                     |
| اللغة الرسمية                                             | برتغالية برازيلية، Brazilian Sign Language ‏ | اللغة الإسبانية، اللغة الأيمرية، كتشوا، غوارانية |
| العملة                                                    | ريال برازيلي، كروزيرو ريال برازيلي ‏، كروزيرو البرازيلية (1990–1993)، البرازيلي كروزادو نوفو، كروزادو برازيلي، cruzeiro ‏، كروزيرو البرازيلية (1942–1967)، الريال البرازيلي (قديم) | بوليفاريو بوليفي                                 |
| الناتج المحلي الإجمالي (بليون دولار)                      | 2.06 تريليون | 37.51 مليار                                      |
| الناتج المحلي الإجمالي (تعادل القوة الشرائية) بليون دولار | 3.22 تريليون | 74.58 مليار                                      |
| الناتج المحلي الإجمالي الاسمي للفرد دولار أمريكي          | 8.54 ألف | 3.08 ألف                                         |
| الناتج المحلي الإجمالي للفرد دولار أمريكي                 | 15.89 ألف | 6.63 ألف                                         |
| مؤشر التنمية البشرية                                      | 0.754 | 0.662                                            |
| رمز المكالمات الدولي                                      | +55 | +591                                             |
| رمز الإنترنت                                              | .br | .bo                                              |
| المنطقة الزمنية                                           | | 00                                               |

## مدن متوأمة
في ما يلي قائمة باتفاقيات التوأمة بين مدن برازيلية وبوليفية:
- ترتبط كوريتيبا مع سانتا كروز دي لا سييرا باتفاقية توأمة.[15][16]
- ترتبط ريو دي جانيرو مع لاباز باتفاقية توأمة منذ 1969.
- ترتبط ساو باولو مع لاباز باتفاقية توأمة منذ 2004.[17][17][17][17]

## منظمات دولية مشتركة
يشترك البلدان في عضوية مجموعة من المنظمات الدولية، منها:
| علم المنظمة | اسم المنظمة                                                          | تاريخ انضمام البرازيل | تاريخ انضمام بوليفيا |
| ----------- | -------------------------------------------------------------------- | --------------------- | -------------------- |
|             | منظمة التجارة العالمية                                               | ?                     | 12 سبتمبر 1995       |
|             | مجموعة دول الأنديز                                                   | ?                     | ?                    |
|             | مجموعة ريو                                                           | ?                     | ?                    |
|             | الأمم المتحدة                                                        | 24 أكتوبر 1945        | 14 نوفمبر 1945       |
|             | منظمة الدول الأمريكية                                                | ?                     | ?                    |
|             | ميركوسور                                                             | ?                     | ?                    |
|             | الاتحاد الدولي للاتصالات                                             | 4 يوليو 1877          | 1 يونيو 1907         |
|             | يونسكو                                                               | 4 نوفمبر 1946         | 13 نوفمبر 1946       |
|             | الاتحاد البريدي العالمي                                              | ?                     | ?                    |
|             | مؤسسة التنمية الدولية                                                | 15 مارس 1963          | 21 يونيو 1961        |
|             | اتحاد دول أمريكا الجنوبية                                            | ?                     | ?                    |
|             | منظمة حظر الأسلحة الكيميائية                                         | ?                     | ?                    |
|             | وكالة ضمان الاستثمار متعدد الأطراف                                   | 7 يناير 1993          | 3 أكتوبر 1991        |
|             | منظمة الشرطة الجنائية الدولية                                        | ?                     | ?                    |
|             | مؤسسة التمويل الدولية                                                | 31 ديسمبر 1956        | 20 يوليو 1956        |
|             | البنك الدولي للإنشاء والتعمير                                        | 14 يناير 1946         | 27 ديسمبر 1945       |
|             | وكالة حظر الأسلحة النووية في أمريكا اللاتينية ومنطقة البحر الكاريبي ‏ | ?                     | ?                    |

## أعلام
هذه قائمة لبعض الشخصيات التي تربطها علاقات بالبلدين:
- أوليفيا بينهيرو (29 أكتوبر 1983 – )
- إدفاردو هرموزا (لاعب كرة قدم برازيلي، 17 نوفمبر 1985[23] – )
- خوسيه مارسيلو غوميز (لاعب كرة قدم بوليفي، 24 نوفمبر 1981 – )
- مارسيلو مارتينز مورينو (لاعب كرة قدم بوليفي، 18 يونيو 1987[24] – )

## وصلات خارجية
- موقع وزارة الخارجية البرازيلية
- موقع وزارة الخارجية البوليفية